# Concours Musical de France
Pour les articles homonymes, voir CMF.
 (mars 2023).
Si vous disposez d'ouvrages ou d'articles de référence ou si vous connaissez des sites web de qualité traitant du thème abordé ici, merci de compléter l'article en donnant les références utiles à sa vérifiabilité et en les liant à la section « Notes et références ».
Le Concours Musical de France (CMF) est un concours de piano international de renom fondé en 1979 par la pianiste française Ginette Gaubert, et placé sous le patronage du ministère de la Culture. Il décerne chaque année le prix CMF accompagné en général d'une somme d'environ 12 500 €.
Différents niveaux d'interprétation sont possibles en piano classique, jazz et quatre-mains ; les candidats de tous les âges sont évalués en fonction de leur niveau.
Chaque candidat présente l'interprétation du ou des morceaux qui sont demandés aux épreuves éliminatoires (de plus en plus difficile suivant les classes) dans l'un des lieux ou pays de passage du jury. S'il est retenu (obtention d'un 1er Prix Finaliste en éliminatoires), il sera ré-auditionné en finale en fin de saison.
Traditionnellement, les éliminatoires débutent en janvier et se terminent en avril. Les finales se déroulent quant à elles en mai et juin.

## Catégories

### Discipline Piano Classique
L'exécution des œuvres se fait de mémoire.

#### Section Juniors
- Enfantin (1 œuvre)
- Initial (1 œuvre)
- Débutant I et II (1 œuvre)
- Préparatoire I et II (1 œuvre)
- Élémentaire I et II (1 œuvre)
- Moyen I et II (1 œuvre)
- Supérieur I et II (1 œuvre)
- Virtuosité I et II (1 œuvre)
- Virtuosité III (2 œuvres - Programme de 6 à 8 minutes). Exemple de programme : 
  - Un mouvement d'une sonate de Mozart ou Beethoven ou une valse, nocturne ou polonaise de Chopin
  - Une œuvre de 1940 à nos jours
- Excellence (3 œuvres - Programme de 12 à 15 minutes)
  - Un mouvement d'une sonate de Mozart ou Beethoven ou une valse, nocturne ou polonaise de Chopin
  - Une œuvre de Debussy
  - Une œuvre de 1940 à nos jours

#### Section Artistique
- Supérieur (4 œuvres - Programme de 20 à 25 minutes). Exemple de programme : 
  - Une œuvre de Beethoven ou Mozart ou Chopin
  - Une œuvre de Debussy ou Ravel ou Fauré
  - Une œuvre de Bach ou Rameau ou Scarlatti ou Soler
  - Une œuvre contemporaine, de 1940 à nos jours
- Virtuosité (4 œuvres - Programme de 35 minutes environ). Exemple de programme : 
  - Une œuvre de Liszt ou Chopin
  - Une œuvre de Debussy ou Ravel ou Fauré
  - Une invention à 3 voix de Bach
  - Une œuvre contemporaine, de 1940 à nos jours
- Excellence (5 œuvres - Programme de 45 minutes environ). Exemple de programme : 
  - Une œuvre de Mozart ou Beethoven ou Schubert
  - Un prélude et une fugue de Bach
  - Une œuvre de Debussy ou Ravel ou de la nationalité du candidat
  - Une œuvre importante de Chopin, Liszt, Brahms ou Schumann
  - Une œuvre contemporaine, de 1940 à nos jours
- Diplôme de Concert (5 œuvres - Programme de 60 minutes environ). Exemple de programme : 
  - Une étude de Chopin ou Debussy ou Scriabin ou Liszt ou Rachmaninoff
  - Une sonate classique entière
  - Une œuvre d'un compositeur français ou de la nationalité du candidat
  - Une œuvre romantique de Chopin, Liszt, Brahms ou Schumann
  - Une œuvre contemporaine, de 1940 à nos jours

### Discipline Piano Rythm's (jazz)
L'exécution des œuvres se fait de mémoire.

#### Section Juniors
- Enfantin (1 œuvre)
- Initial (1 œuvre)
- Débutant (1 œuvre)
- Préparatoire (1 œuvre)
- Élémentaire (1 œuvre)
- Moyen (2 œuvres)
- Supérieur (3 œuvres)

#### Section Artistique
- Virtuosité (Programme de 12 à 15 minutes)

### Discipline Piano 4 mains
L'exécution des œuvres ne se fait pas nécessairement de mémoire.

#### Section Juniors
- Enfantin (1 œuvre)
- Initial (1 œuvre)
- Débutant (1 œuvre)
- Préparatoire (1 œuvre)
- Élémentaire (1 œuvre)
- Moyen (1 œuvre)
- Supérieur (Programme de 10 minutes)
- Virtuosité (Programme de 20 minutes)

#### Section Artistique
- Excellence (Programme de 30 minutes)

## Lieux des concours

### Éliminatoires
Les éliminatoires du concours musical de France se déroulent dans les pays suivants : 
- France : Paris (Saint Mandé en 2015 ; Fresnes et Clichy la Garenne pour l'année 2016) Strasbourg, Nancy, Pau, Lyon, Clermont-Ferrand, Bordeaux, Nantes, Paris, Tarbes, Nice, Aix-en-Provence, Toulouse et Guadeloupe.
- Lettonie : Riga.

Pour les concurrents étant dans l'impossibilité de se rendre dans une des villes éliminatoires, le jugement peut être effectué par enregistrement vidéo DVD.
Précédemment, le jury s'est également déplacé dans d'autres villes et d'autres pays :
- France (Marseille, Albi, Montauban, Castelnaudary, Embrun, Thiers, Menton, Rochefort, Cambrai, Millau, Lille)
- Belgique (Liège, Bruxelles)
- Pologne (Cracovie)
- Italie (Gallicano, Asti, Rivarolo)
- Ukraine (Odessa)
- Portugal (Lisbonne)
- Canada (Toronto, Montréal)
- États-Unis (Boston)
- Espagne (Gérone)
- États-Unis (New-York,Boston)

### Finales
Seuls les candidats ayant obtenu un 1er Prix Finaliste au cours des éliminatoires peuvent participer aux finales.
Depuis 2013, deux finales existent : 
- Finale de la section juniors (au conservatoire national de région de Saint-Maur-des-Fossés)
- Finale de la section artistique (Bry-sur-Marne)

## Récompenses attribuées

### Éliminatoires

#### Section Juniors
- 1er Prix Finaliste, qualificatif pour les finales. Seuls les candidats ayant joué leur programme de mémoire (à l'exception de la discipline Piano 4 mains) sont susceptibles de pouvoir se voir attribuer un 1er Prix Finaliste
- 1er Prix
- 2e Prix
- 3e Prix
- 4e Prix
- Encouragements
- Pas de récompense

Possibilité également d'obtenir des récompenses intermédiaires (par exemple un 2e Prix 1er nommé, entre un 2e et un 1er Prix).

#### Section Artistique
- 1er Prix Finaliste, qualificatif pour les finales. Seuls les candidats ayant joués leur programme de mémoire (à l'exception de la discipline Piano 4 mains) sont susceptibles de pouvoir se voir attribuer un 1er Prix Finaliste
- 1er Prix
- 2e Prix
- 3e Prix
- 4e Prix
- 5e Prix
- Pas de récompense

Possibilité également d'obtenir des récompenses intermédiaires (par exemple un 2e Prix 1er nommé, entre un 2e et un 1er Prix).

### Finales

#### Section Juniors
- 1er Prix CMF (argent dont la valeur monte selon les disciplines)
- 1er Prix des Éditions X (argent ou bon d'achat)
- 1er Prix
- 2e Prix
- 3e Prix
- 4e Prix
- Encouragements
- Pas de récompense si le candidat ne joue une œuvre demandée

Également : 
- Possibilité d'obtenir des récompenses intermédiaires (par exemple un 2e Prix 1er nommé, entre un 2e et un 1er Prix).
- Possibilité d'obtenir des prix spéciaux des maisons d'éditions, pour des œuvres de leurs catalogues, pour la meilleure interprétation de l'œuvre dans la catégorie.
- Possibilité d'obtenir le prix CMF, décerné à l'unanimité, pour le concurrent jugé le meilleur de la catégorie. Ce prix est variable selon la catégorie (de 40 € en Enfantin jusqu'à 300 € en Excellence).

#### Section Artistique
- 1er Prix CMF
- 1er Prix des Éditions X
- 1er Prix
- 2e Prix
- 3e Prix
- 4e Prix
- 5e Prix
- Pas de récompense

Également : 
- Possibilité d'obtenir des récompenses intermédiaires (par exemple un 2e Prix 1er nommé, entre un 2e et un 1er Prix).
- Possibilité d'obtenir des prix spéciaux des maisons d'éditions, pour des œuvres de leurs catalogues, pour la meilleure interprétation de l'œuvre dans la catégorie.
- Possibilité d'obtenir le prix CMF, décerné à l'unanimité, pour le concurrent jugé le meilleur de la catégorie. Ce prix est variable selon la catégorie (de 450 € en Supérieur jusqu'à 2 000 € en Diplôme de Concert).

## Le jury

### Comité actif
Le comité actif est composé de :
Ginette Gaubert, J. Barotto, M. Gaubert-Chemoul, P. Beltra, S. Chemoul.

### Comité d'honneur
Le comité d'honneur est actuellement composé de : Jean-Claude Gaudin (sénateur et maire de Marseill) ; Robert-Paul Vigouroux (sénateur des Bouches du Rhône) ; H.Heugel (directeur de l'école normale de musique de Paris) ; A.Robert Cambresy (directeur du conservatoire de musique de Bry-sur-Marne) ; Junko Okazaki (pianiste japonaise) ; B.Tarquini (artiste lyrique) ; Claude Bolling (grand pianiste français spécialise dans le jazz et compositeur de jazz) ; F.Neyrat (directeur de l'alliance française à Odessa en Ukraine) ; S.Wojtas (directeur de l'école normale de musique de Cracovie) ; P.Reach (pianiste) ; Demis Visvikis (compositeur grec) ; L. Adam Litzler (pianiste).

## Pianistes récompensés du C.M.F.
- Irina Danšina, 1er prix en 2002[1].